# Luís Fróis
Luís Fróis (Lisbona, 1532 – 8 luglio 1597) è stato un gesuita, missionario e iamatologo portoghese.

## Biografia
Nato a Lisbona, nel 1548 si unì alla Compagnia di Gesù.
Nel 1563 giunse in Giappone per diffondere la fede cristiana, e l'anno successivo arrivò a Kyoto, incontrando lo Shōgun Ashikaga Yoshiteru. Nel 1569 incontrò Oda Nobunaga e rimase nella sua magione a Gifu per scrivere diversi libri.

## Opere
Tra i suoi scritti vi è la Storia del Giappone.